# 板井 (新潟市)
板井（いたい）は、新潟県新潟市西区の町字。郵便番号は950-1121。

## 概要
1901年（明治34年）から現在の大字。中ノ口川下流右岸に位置する。もとは江戸時代から1901年（明治34年）まであった板井村の区域の一部。

### 隣接する町字
北から東回り順に、以下の町字と隣接する。
- 南区居宿
- 南区山王
- 南区味方
- 南区五之上
- 西蒲区熊潟新田
- 西蒲区貝柄新田
- 西蒲区大潟村古新田受
- 木場

※中ノ口川を挟んで松橋、上塩俵と隣接。

## 歴史
- 1901年（明治34年）11月1日 : 合併により黒埼村の大字となる。
- 1973年（昭和48年）2月1日 : 黒埼村が町制施行し、黒埼町の大字となる。
- 2001年（平成13年）1月1日 : 合併により新潟市の大字となる。
- 2007年（平成19年）4月1日 : 新潟市の政令指定都市移行により、西区の大字となる。

## 世帯数と人口
2018年（平成30年）1月31日現在の世帯数と人口は以下の通りである。
| 大字 | 世帯数  | 人口  |
| ---- | ------- | ----- |
| 板井 | 282世帯 | 890人 |

## 小・中学校の学区
市立小・中学校に通う場合、学区は以下の通りとなる。
| 番地 | 小学校               | 中学校             |
| ---- | -------------------- | ------------------ |
| 全域 | 新潟市立黒埼南小学校 | 新潟市立黒埼中学校 |

## 主な企業・施設
- みどりと森の運動公園

## 交通

### 鉄道
新潟交通電車線（廃止）
- 板井駅

### 道路
高速道路
- 東日本高速道路
  - 北陸自動車道
    - 黒埼スマートインターチェンジ（上り線）

県道
- 新潟県道325号黒埼新飯田線

### バス
新潟交通路線バス
- 郊外線（大野・白根方面）
  - 板井下停留所 - 板井公民館前停留所
    - 820 味方線 平島・ふるさと村・大野・味方経由 月潟方面
    - 821 味方線 平島・ふるさと村・大野・味方経由 潟東方面